# Jhelum (quận)
Quận Jhelum (tiếng Urdu: ضلع جہلم) nằm ở tỉnh Punjab của Pakistan. Theo điều tra dân số năm 1998 toàn huyện có dân số 936.957 người, trong đó 31,48% là dân cư đô thị. Jhelum được biết đến với cung cấp một số lượng lớn binh sĩ các lực lượng Anh và sau đó vũ trang Pakistan do đó nó còn được gọi là "thành phố của những người lính", "vùng đất của các vị tử đạo và chiến binh". Huyện Jhelum trải dài từ các sông Jhelum gần như đến Indus. Muối ăn được khai thác tại mỏ Mayo ở dãy núi muối. Có hai mỏ than, là chỉ hai mỏ chỉ than ở tỉnh này còn hoạt động, mà từ đó các đường sắt khu vực Tây Bắc có được một phần của nguồn cung cấp than. Các trung tâm chính của thương mại muối Pind Dadan Khan. Huyện có tuyến đường sắt khu vực Tây Bắc, và cũng có thể đi qua dọc theo phía nam bởi một đường nhánh. Huyện nằm ở phía bắc của tỉnh Punjab, huyện Jhelum giáp phía nam Sargodha, Gujrat và sông Jhelum nam và phía đông, Chakwal về phía tây, Mirpur, phía đông và phía bắc của Rawalpindi.

## Hành chính
Quận Jhelum có một diện tích 3.587 km2, về hành chính được chia thành bốn tehsil: Jhelum, Sohawa, Pind Dadan Khan và Dina,, các đơn vị này lại được chia thành 53 Hội đồng Liên minh. Huyện cũng có thành phố Jhelum.

## Dân số
Theo điều tra dân số 1998 của Pakistan, quận có dân số 936.957 người với mật độ dân số 261 người trên một cây số vuông. Theo số liệu thống kê biết đọc biết viết hàng năm các Punjab Giáo dục Cục của năm 2006, Jhelum có tỷ lệ biết chữ của 79% là một trong những địa phương cao nhất ở Pakistan. Chỉ số phát triển con người của Jhelum là 0,770, cao nhất ở Pakistan sau Karachi.
Trước khi phân chia Ấn Độ năm 1947, Jhelum đã có một số lượng lớn dân theo Ấn Độ giáo. Đất đai, thị trường trong Jhelum huyện thuộc sở hữu của người Hindu bản địa cho đến khi các cuộc bạo động diễn ra vào năm 1947.